# Rosenovo, Burgas
Rosenovo (în bulgară Росеново) este un sat în comuna Sredeț, regiunea Burgas,  Bulgaria. 

## Demografie
Componența etnică a satului Rosenovo
     Bulgari (100%)
     Nicio identificare (0%)
     Altele (0%)
La recensământul din 2011, populația satului Rosenovo era de 30 locuitori. Din punct de vedere etnic, toți locuitorii erau bulgari.